# Skúvoy (comune)
Skúvoy è un comune delle Isole Fær Øer. Ha una popolazione di 484 abitanti e fa parte della regione di Sandoy. 
Il territorio del comune comprende due isole situate a sud-ovest di Sandoy: Skúvoy, che ospita sulla costa orientale la località omonima (47 abitanti), e Stóra Dímun, in progressivo spopolamento, dove risiedono due sole famiglie in una fattoria (8 abitanti).